# リカルド・カバニャス
リカルド・カバニャス（Ricardo Cabañas Rey, 1979年1月17日 - ）は、スイス・チューリッヒ出身の元サッカー選手。元スイス代表。ポジションはミッドフィールダー。スペイン系。

## 経歴
2006 FIFAワールドカップに出場した。豊富な運動量とスピードが魅力で、トップ下のポジションから果敢にペナルティーエリアに侵入しゴールを狙う。

## 所属クラブ
- グラスホッパー・クラブ・チューリッヒ 1997-2006

→  EAギャンガン 2003-2004 (loan)
- 1.FCケルン 2006-2007
- グラスホッパー・クラブ・チューリッヒ 2007-2012

## 代表歴

### 出場大会
- スイス代表
  - 2006 FIFAワールドカップ

### 試合数
- 国際Aマッチ 51試合 4得点（2000年-2008年）[1]

| スイス代表 | 国際Aマッチ | 国際Aマッチ |
| 年         | 出場        | 得点        |
| ---------- | ----------- | ----------- |
| 2000       | 1           | 0           |
| 2001       | 0           | 0           |
| 2002       | 7           | 1           |
| 2003       | 7           | 2           |
| 2004       | 9           | 0           |
| 2005       | 9           | 0           |
| 2006       | 12          | 1           |
| 2007       | 3           | 0           |
| 2008       | 3           | 0           |
| 通算       | 51          | 4           |